# Ronde van Italië 2012
De 95e editie van de Ronde van Italië werd verreden van 5 tot en met 27 mei 2012. De ronde ging van start in het Deense Herning en eindigde in Milaan. De ronde maakte deel uit van de UCI Wereldranglijst en de UCI World Tour 2012.
De bergtrui van de Ronde van Italië veranderde dit jaar van kleur: deze werd blauw, in tegenstelling tot de groene bergtrui van de jaren voorheen.

## Deelnemende ploegen
De Nederlandse wielerformatie Argos-Shimano deed niet mee aan deze Ronde van Italië. De ploeg ontving geen wildcard van de Giro-organisatie. De procontinentale ploeg was een van de veertien gegadigden voor de vier wildcards.
| 18 UCI World Tour-ploegen | 18 UCI World Tour-ploegen | 18 UCI World Tour-ploegen | 4 wildcards               |
| ------------------------- | ------------------------- | ------------------------- | ------------------------- |
| AG2R-La Mondiale          | Lampre-ISD                | Sky ProCycling            | Farnese Vini–Selle Italia |
| Astana Pro Team           | Liquigas-Cannondale       | Team Garmin-Sharp         | Androni Giocattoli        |
| BMC Racing Team           | Lotto-Belisol             | Team Katjoesja            | Colnago-CSF Bardiani      |
| Euskaltel-Euskadi         | Omega Pharma-Quick Step   | Team Movistar             | Team NetApp               |
| FDJ-BigMat                | Rabobank                  | Saxo Bank-Tinkoff Bank    |                           |
| Orica-GreenEdge           | RadioShack-Nissan-Trek    | Vacansoleil-DCM           |                           |

## Verloop

### In Denemarken
De jonge Amerikaan Taylor Phinney won de openingstijdrit en veroverde daarmee de eerste roze trui. Deze trui en daarmee de leiderspositie kwam niet in gevaar tijdens de tweede etappe. Drie renners die na 15 kilometer uit het peloton ontsnapte kreeg een maximale voorsprong van 12 minuten, maar werden op ruim veertig kilometer van de streep weer bijgehaald. Hierna probeerde de Deen Lars Bak te ontsnappen uit het peloton, maar de Deen kreeg niet meer dan één minuut voorsprong en werd op 16 kilometer van de finish weer bijgehaald. De eindspurt, waarbij de Nederlandse Lars Boom een massale valpartij veroorzaakte, werd gewonnen door de Brit Mark Cavendish.
De derde etappe was opnieuw een prooi voor de sprinters. Nadat op 25 kilometer van het einde een groep van zes renners, onder wie Martijn Keizer, weer terug was gepakt door het peloton, mochten de sprinters aanleggen voor de eindsprint. Ook deze eindsprint werd ontsierd door een valpartij, waarbij Cavendish en de rozetruidrager Phinney betrokken waren. De overeind gebleven Australische Matthew Goss won de spurt. Door de val binnen de laatste drie kilometer verloor Phinney geen tijd en ging hij de rustdag in als leider van het algemeen klassement.

### Na de eerste rustdag

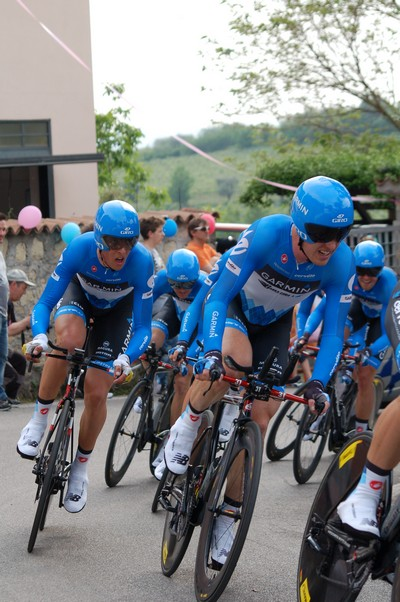
Team Garmin-Barracuda tijdens de ploegentijdrit.

De vierde etappe zorgde voor de tweede rozetruidrager in de 95e ronde van Italië. De ploegentijdrit werd gewonnen door de formatie van Garmin-Barracuda. De best geplaatste renner van de Garmin formatie, de Litouwer Ramunas Navardauskas, mocht zodoende als eerste Litouwer een roze trui dragen. Ook de vijfde etappe was een prooi voor de Britse spurter Cavendish. Na een lange solo won de Colombiaan Miguel Ángel Rubiano de zesde etappe. Tevens verloor de Navardauskas zijn roze trui op de laatste klim van de dag, deze werd overgenomen door de Italiaan Adriano Malori.
Ook de zevende etappe eindigde met een klim, op deze klim waren de Italianen Paolo Tiralongo en Michele Scarponi de beste en samen legde zij aan voor een eindsprint. Deze eindsprint werd gewonnen door de Astana renner Tiralongo. De roze trui van Malori werd overgenomen door de Canadees Ryder Hesjedal die als vijfde eindigde. De Italiaan Domenico Pozzovivo won in een solo de achtste etappe, de roze trui bleef om de schouders van Hesjedal. De negende etappe werd, na een zware valpartij waarbij alle sprintkanonnen uitgeschakeld werden, gewonnen door de Spanjaard Francisco Ventoso.
Tijdens de tiende etappe verwisselde de roze trui weer van eigenaar. Na een heuvel etappe was de Spanjaard Joaquím Rodríguez de snelste in de straten van Assisi, samen met de bonificatie seconde die hij pakt nam hij het roze over van Ryder Hesjedal. De langste etappe van de ronde van Italië 2012 werd gewonnen door de Italiaan Roberto Ferrari.Hij was in een massasprint de rest te snel af. Bak, die in de tweede etappe niet naar de zege kon soleren, kreeg tijdens de twaalfde etappe een herkansing. Ditmaal mocht hij wel alleen over de finish komen, nadat hij op anderhalve kilometer van de streep zijn zes medevluchters had afgeschud. De voorlaatste vlakke etappe was de derde zege van Cavendish, hij sprintte naar de zege en verstevigde zo zijn positie in het puntenklassement.
Tijdens de veertiende etappe trok het peloton voor het eerst de bergen in. De strijd tussen de klassements renners kon beginnen. Tijdens de veertiende etappe kon weer een groep vluchters de winst pakken. Een groep van drie renners konden met zijn drieën beginnen aan de slotklim waar uiteindelijk de Costa Ricaan Andrey Amador de snelste bleek. Bij de achtervolgers plaatste Hesjedal een versnelling waar de rozetruidrager geen antwoord op had, door zijn ontsnapping pakte hij de roze trui opnieuw terug. De laatste rit voor de tweede rustdag werd gewonnen door de Italiaan Matteo Rabottini die alleen naar de finish reed, nadat hij al na 18 kilometer ontsnapt was uit het peloton. De Italiaan werd op de slot klimmer nog bijgehaald door de nummer twee van het algemeen klassement, Rodríguez. De Spanjaard was de beste van de twee, maar schonk de overwinning aan de Italiaan, hij had immers met de tweede plek ook genoeg om de roze trui weer over te nemen van Hesjedal.

### Na de tweede rustdag
Tijdens de eerste rustdag van de etappe werd er gelijk begonnen met een heuvel etappe met aankomst bergop. Aan het begin van de zestiende etappe ontsnapte een grote groep waaronder de Nederlander Stef Clement en de Belg Nikolas Maes. Deze groep was geen gevaar voor de roze trui van Rodríguez en zodoende ging het peloton niet in de achtervolging. Met een voorsprong van 12 minuten mocht de groep beginnen aan de slotklim, hier had de Spanjaard Jon Izagirre de beste benen en hij soleerde naar de zege. De derde plaats werd behaald door Stef Clement.
De rozetruidrager Rodriguéz won de zeventiende etappe door als snelste te finishen van de kopgroep die aan het einde van de rit boven kwamen op de slot klim. De achttiende etappe was de laatste kans voor de sprinters. In de laatste vlakke etappe van de Giro 2012 werd Mark Cavendish op snelheid verslagen door de jonge Italiaan Andrea Guardini. Met nog twee bergritten te gaan kwam er dan toch actie vanuit de klassementsrenners op de slotklim van de negentiende etappe. De Tsjech Roman Kreuziger reed het peloton op een hoop en kwam met een voorsprong van 19 seconde alleen op de finish aan. De Canadees Hesjedal pakte weer tijd terug op de koploper Rodriguéz waardoor het verschil nog maar 17 seconde was.
De op een na laatste etappe was de koninginnenrit van de Giro 2012, tijdens deze rit moesten de renners de Mortirolo en de Stelvio beklimmen. Tijdens deze rit werd er voor het eerst aangevallen door de klassementsrenners. Op de Mortirolo reed de Belg Thomas De Gendt weg van de groep favorieten. Hij mocht met een voorsprong van vijf minuten beginnen aan de afsluitende beklimming van de Stelvio. Hier kwam hij met een voorsprong van drie minuten over de finish. De roze trui bleef ook na de koninginnenrit om de schouders van Rodriguéz. Echter met de laatste tijdrit bleek die voorsprong niet genoeg. Na de individuele tijdrit van de eenentwintigste etappe mocht Hesjedal zich de winnaar van de Ronde van Italië 2012 noemen. In de afsluitende tijdrit die gewonnen werd door de Italiaan Marco Pinotti won de Canadees genoeg tijd om Rodriguéz weer in te halen. Ook won De Gendt genoeg tijd op de Italiaan Michele Scarponi waardoor hij zichzelf vanaf de vierde plaats het podium op reed.

## Etappe-overzicht
De route voor de ronde van Italië 2012 voerde het peloton na de start in Denemarken door de Italiaanse landschappen heen. De renners moesten na de start in Herning 3.504 kilometer afleggen om te kunnen finishen in Milaan. Voor de klassementsrenners waren er vijf zware bergetappes en enkele heuveletappes die het verschil moesten maken. Ook waren er in de ronde drie tijdritten opgenomen. Er werd gestart en geëindigd met een individuele tijdrit en na de eerste rustdag werd ook nog een ploegentijdrit gereden.
| Datum  | Etappe  | Start - Finish                     | Afstand | Type                | Winnaar | Ploeg | Klassementsleider    |
| ------ | ------- | ---------------------------------- | ------- | ------------------- | --- | --- | -------------------- |
| 5 mei  | 1       | Herning - Herning                  | 8,7 km  | Individuele tijdrit | Taylor Phinney | BMC Racing Team                                                                                                   | Taylor Phinney       |
| 6 mei  | 2       | Herning - Herning                  | 206 km  | Vlakke rit          | Mark Cavendish | Sky ProCycling | Taylor Phinney       |
| 7 mei  | 3       | Horsens - Horsens                  | 190 km  | Vlakke rit          | Matthew Goss | Orica-GreenEdge                                                                                                   | Taylor Phinney       |
| 8 mei  | Rustdag | Rustdag                            | Rustdag | Rustdag             | Rustdag | Rustdag | Rustdag              |
| 9 mei  | 4       | Verona - Verona                    | 32,2 km | Ploegentijdrit      | Team Garmin-Barracuda (Farrar, Rosseler, Bauer, Navardauskas, Hesjedal, Hunter, Rasmussen, Stetina & Vande Velde) | Team Garmin-Barracuda (Farrar, Rosseler, Bauer, Navardauskas, Hesjedal, Hunter, Rasmussen, Stetina & Vande Velde) | Ramunas Navardauskas |
| 10 mei | 5       | Modena - Fano                      | 209 km  | Vlakke rit          | Mark Cavendish | Sky ProCycling | Ramunas Navardauskas |
| 11 mei | 6       | Urbino - Porto Sant'Elpidio        | 210 km  | Heuvelrit           | Miguel Ángel Rubiano                                                                                              | Androni Giocattoli-Venezuela                                                                                      | Adriano Malori       |
| 12 mei | 7       | Recanati - Rocca di Cambio         | 205 km  | Heuvelrit           | Paolo Tiralongo                                                                                                   | Astana Pro Team                                                                                                   | Ryder Hesjedal       |
| 13 mei | 8       | Sulmona - Lago Laceno              | 229 km  | Heuvelrit           | Domenico Pozzovivo                                                                                                | Colnago-CSF Inox                                                                                                  | Ryder Hesjedal       |
| 14 mei | 9       | San Giorgio del Sannio - Frosinone | 166 km  | Vlakke rit          | Francisco Ventoso                                                                                                 | Team Movistar | Ryder Hesjedal       |
| 15 mei | 10      | Civitavecchia - Assisi             | 186 km  | Heuvelrit           | Joaquím Rodríguez                                                                                                 | Team Katjoesja | Joaquím Rodríguez    |
| 16 mei | 11      | Assisi - Montecatini Terme         | 255 km  | Vlakke rit          | Roberto Ferrari                                                                                                   | Androni Giocattoli-Venezuela                                                                                      | Joaquím Rodríguez    |
| 17 mei | 12      | Seravezza - Sestri Levante         | 155 km  | Heuvelrit           | Lars Bak | Lotto-Belisol | Joaquím Rodríguez    |
| 18 mei | 13      | Savona - Cervere                   | 121 km  | Vlakke rit          | Mark Cavendish | Sky ProCycling | Joaquím Rodríguez    |
| 19 mei | 14      | Cherasco - Cervinia                | 206 km  | Bergrit             | Andrey Amador | Team Movistar | Ryder Hesjedal       |
| 20 mei | 15      | Busto Arsizio - Lecco              | 172 km  | Bergrit             | Matteo Rabottini                                                                                                  | Farnese Vini-Selle Italia                                                                                         | Joaquím Rodríguez    |
| 21 mei | Rustdag | Rustdag                            | Rustdag | Rustdag             | Rustdag | Rustdag | Rustdag              |
| 22 mei | 16      | Limone sul Garda - Pfalzen         | 174 km  | Heuvelrit           | Jon Izagirre | Euskaltel-Euskadi                                                                                                 | Joaquím Rodríguez    |
| 23 mei | 17      | Pfalzen - Cortina d'Ampezzo        | 187 km  | Bergrit             | Joaquím Rodríguez                                                                                                 | Team Katjoesja | Joaquím Rodríguez    |
| 24 mei | 18      | San Vito di Cadore - Vedelago      | 139 km  | Vlakke rit          | Andrea Guardini                                                                                                   | Farnese Vini-Selle Italia                                                                                         | Joaquím Rodríguez    |
| 25 mei | 19      | Treviso - Passo di Pampeago        | 197 km  | Bergrit             | Roman Kreuziger                                                                                                   | Astana Pro Team                                                                                                   | Joaquím Rodríguez    |
| 26 mei | 20      | Caldes - Stelviopas                | 218 km  | Bergrit             | Thomas De Gendt                                                                                                   | Vacansoleil-DCM                                                                                                   | Joaquím Rodríguez    |
| 27 mei | 21      | Milaan - Milaan                    | 31,5 km | Individuele tijdrit | Marco Pinotti | BMC Racing Team                                                                                                   | Ryder Hesjedal       |

## Overzicht klassementen
| Etappe      | Algemeen klassement  | Puntenklassement  | Bergklassement       | Jongerenklassement   | Ploegenklassement     |
| 1           | Taylor Phinney       | Taylor Phinney    | niet uitgereikt      | Taylor Phinney       | Team Garmin-Barracuda |
| 2           | Taylor Phinney       | Mark Cavendish    | Alfredo Balloni      | Taylor Phinney       | Team Garmin-Barracuda |
| 3           | Taylor Phinney       | Matthew Goss      | Alfredo Balloni      | Taylor Phinney       | Team Garmin-Barracuda |
| 4           | Ramunas Navardauskas | Matthew Goss      | Alfredo Balloni      | Ramunas Navardauskas | Team Garmin-Barracuda |
| 5           | Ramunas Navardauskas | Matthew Goss      | Alfredo Balloni      | Ramunas Navardauskas | Team Garmin-Barracuda |
| 6           | Adriano Malori       | Matthew Goss      | Miguel Ángel Rubiano | Adriano Malori       | Team Garmin-Barracuda |
| 7           | Ryder Hesjedal       | Matthew Goss      | Miguel Ángel Rubiano | Peter Stetina        | Team Garmin-Barracuda |
| 8           | Ryder Hesjedal       | Matthew Goss      | Miguel Ángel Rubiano | Damiano Caruso       | Liquigas-Cannondale   |
| 9           | Ryder Hesjedal       | Matthew Goss      | Miguel Ángel Rubiano | Damiano Caruso       | Liquigas-Cannondale   |
| 10          | Joaquím Rodríguez    | Matthew Goss      | Miguel Ángel Rubiano | Damiano Caruso       | Liquigas-Cannondale   |
| 11          | Joaquím Rodríguez    | Mark Cavendish    | Miguel Ángel Rubiano | Damiano Caruso       | Liquigas-Cannondale   |
| 12          | Joaquím Rodríguez    | Mark Cavendish    | Michał Gołaś         | Damiano Caruso       | Team Movistar         |
| 13          | Joaquím Rodríguez    | Mark Cavendish    | Michał Gołaś         | Damiano Caruso       | Team Movistar         |
| 14          | Ryder Hesjedal       | Mark Cavendish    | Michał Gołaś         | Rigoberto Urán       | Team Movistar         |
| 15          | Joaquím Rodríguez    | Mark Cavendish    | Matteo Rabottini     | Sergio Henao         | Team Movistar         |
| 16          | Joaquím Rodríguez    | Mark Cavendish    | Matteo Rabottini     | Sergio Henao         | Team Movistar         |
| 17          | Joaquím Rodríguez    | Mark Cavendish    | Matteo Rabottini     | Rigoberto Urán       | Team Movistar         |
| 18          | Joaquím Rodríguez    | Mark Cavendish    | Matteo Rabottini     | Rigoberto Urán       | Team Movistar         |
| 19          | Joaquím Rodríguez    | Mark Cavendish    | Matteo Rabottini     | Rigoberto Urán       | Team Movistar         |
| 20          | Joaquím Rodríguez    | Joaquím Rodríguez | Matteo Rabottini     | Rigoberto Urán       | Lampre-ISD            |
| 21          | Ryder Hesjedal       | Joaquím Rodríguez | Matteo Rabottini     | Rigoberto Urán       | Lampre-ISD            |
| Einduitslag | Ryder Hesjedal       | Joaquím Rodríguez | Matteo Rabottini     | Rigoberto Urán       | Lampre-ISD            |

## Einduitslag

### Algemeen klassement
| Plaats    | Naam               | Ploeg                 | Tijd      |
| --------- | ------------------ | --------------------- | --------- |
| Roze trui | Ryder Hesjedal     | Team Garmin-Barracuda | 91u39'02" |
| 2         | Joaquím Rodríguez  | Team Katjoesja        | +16"      |
| 3         | Thomas De Gendt    | Vacansoleil-DCM       | +1'39"    |
| 4         | Michele Scarponi   | Lampre-ISD            | +2'05"    |
| 5         | Ivan Basso         | Liquigas-Cannondale   | +3'44"    |
| 6         | Damiano Cunego     | Lampre-ISD            | +4'40"    |
| 7         | Rigoberto Urán     | Sky ProCycling        | +5'57"    |
| 8         | Domenico Pozzovivo | Colnago-CSF Inox      | +6'28"    |
| 9         | Sergio Henao       | Sky ProCycling        | +7'50"    |
| 10        | Mikel Nieve        | Euskaltel-Euskadi     | +8'08"    |
|           |                    |                       |           |
| 30        | Tom-Jelte Slagter  | Rabobank              | +57'24"   |

### Nevenklassementen
| Puntenklassement |                   |                       |        |
| Plaats           | Naam              | Ploeg                 | Punten |
| Rode trui        | Joaquím Rodríguez | Team Katjoesja        | 139    |
| 2                | Mark Cavendish    | Sky ProCycling        | 138    |
| 3                | Ryder Hesjedal    | Team Garmin-Barracuda | 103    |
|                  |                   |                       |        |
| 6                | Thomas De Gendt   | Vacansoleil-DCM       | 64     |
| 12               | Martijn Keizer    | Vacansoleil-DCM       | 48     |

| Bergklassement |                  |                           |        |
| Plaats         | Naam             | Ploeg                     | Punten |
| Blauwe trui    | Matteo Rabottini | Farnese Vini–Selle Italia | 84     |
| 2              | Stefano Pirazzi  | Colnago-CSF Inox          | 44     |
| 3              | Andrey Amador    | Team Movistar             | 43     |
|                |                  |                           |        |
| 10             | Thomas De Gendt  | Vacansoleil-DCM           | 21     |
| 31             | Stef Clement     | Rabobank                  | 7      |

| Jongerenklassement |                    |                        |           |
| Plaats             | Naam               | Ploeg                  | Tijd      |
| Witte trui         | Rigoberto Urán     | Sky ProCycling         | 91u44'59" |
| 2                  | Sergio Henao       | Sky ProCycling         | +1'53"    |
| 3                  | Gianluca Brambilla | Colnago-CSF Inox       | +8'23"    |
|                    |                    |                        |           |
| 8                  | Tom-Jelte Slagter  | Rabobank               | +51'27"   |
| 21                 | Julien Vermote     | Omega Pharma-Quickstep | +3u04'36" |

| Ploegenklassement |                |            |
| Plaats            | Ploeg          | Tijd       |
|                   | Lampre-ISD     | 274u19'47" |
| 2                 | Team Movistar  | +10'53"    |
| 3                 | Sky ProCycling | +37'07"    |

1e etappe ·
2e etappe ·
3e etappe ·
4e etappe ·
5e etappe ·
6e etappe ·
7e etappe ·
8e etappe ·
9e etappe ·
10e etappe ·
11e etappe ·
12e etappe ·
13e etappe ·
14e etappe ·
15e etappe ·
16e etappe ·
17e etappe ·
18e etappe ·
19e etappe ·
20e etappe ·
21e etappe
Startlijst · Eindstanden · Afbeeldingen
 winnaars · 
roze trui · 
  puntenklassement · 
  bergklassement · 
 jongerenklassement · 
 intergiro · 
 ploegenklassement · 
 strijdlust · 
 zwarte trui
Giro d'Italia Next Gen · Giro Donne · Cima Coppi
 Belgische rozetruidragers · etappewinnaars
 Nederlandse rozetruidragers · etappewinnaars
Mannen:
1909 · 
1910 · 
1911 · 
1912 · 
1913 · 
1914 · 
1919 · 
1920 · 
1921 · 
1922 · 
1923 · 
1924 · 
1925 · 
1926 · 
1927 · 
1928 · 
1929 · 
1930 · 
1931 · 
1932 · 
1933 · 
1934 · 
1935 · 
1936 · 
1937 · 
1938 · 
1939 · 
1940 · 
1946 · 
1947 · 
1948 · 
1949 · 
1950 · 
1951 · 
1952 · 
1953 · 
1954 · 
1955 · 
1956 · 
1957 · 
1958 · 
1959 · 
1960 · 
1961 · 
1962 · 
1963 · 
1964 · 
1965 · 
1966 · 
1967 · 
1968 · 
1969 · 
1970 · 
1971 · 
1972 · 
1973 · 
1974 · 
1975 · 
1976 · 
1977 · 
1978 · 
1979 · 
1980 · 
1981 · 
1982 · 
1983 · 
1984 · 
1985 · 
1986 · 
1987 · 
1988 · 
1989 · 
1990 · 
1991 · 
1992 · 
1993 · 
1994 · 
1995 · 
1996 · 
1997 · 
1998 · 
1999 · 
2000 · 
2001 · 
2002 · 
2003 · 
2004 · 
2005 · 
2006 · 
2007 · 
2008 · 
2009 · 
2010 · 
2011 · 
2012 · 
2013 · 
2014 · 
2015 · 
2016 · 
2017 · 
2018 · 
2019 · 
2020 · 
2021 · 
2022 · 
2023 · 
2024 · 
2025
Vrouwen:
1988 · 
1989 · 
1990 · 
1991 ·
1992 ·
1993 · 
1994 · 
1995 · 
1996 · 
1997 · 
1998 · 
1999 · 
2000 · 
2001 · 
2002 · 
2003 · 
2004 · 
2005 · 
2006 · 
2007 · 
2008 · 
2009 · 
2010 · 
2011 · 
2012 ·
2013 · 
2014 ·
2015 ·
2016 ·
2017 ·
2018 ·
2019 ·
2020 ·
2021 ·
2022 ·
2023 ·
2024 ·
2025
 Tour Down Under · 
 Parijs-Nice · 
 Tirreno-Adriatico · 
 Milaan-San Remo · 
 Ronde van Catalonië · 
 E3 Harelbeke · 
 Gent-Wevelgem · 
 Ronde van Vlaanderen · 
 Ronde van het Baskenland · 
 Parijs-Roubaix · 
 Amstel Gold Race · 
 Waalse Pijl · 
 Luik-Bastenaken-Luik · 
 Ronde van Romandië · 
 Ronde van Italië · 
 Critérium du Dauphiné · 
 Ronde van Zwitserland · 
 Ronde van Frankrijk · 
 Ronde van Polen · 
  Eneco Tour · 
 Clásica San Sebastián · 
 Ronde van Spanje · 
 Vattenfall Cyclassics · 
 GP Ouest France-Plouay · 
 Grote Prijs van Quebec · 
 Grote Prijs van Montreal · 
 UCI Ploegentijdrit · 
 Ronde van Lombardije · 
 Ronde van Peking